# José Vieira de Lima
José Vieira de Lima TOR (* 10. Juni 1931 in Poconé) ist ein brasilianischer Geistlicher und emeritierter römisch-katholischer Bischof von São Luíz de Cáceres.

## Leben
José Vieira de Lima trat der Ordensgemeinschaft der Regulierten Franziskaner-Terziaren bei und empfing am 7. Dezember 1958 die Priesterweihe.
Papst Johannes Paul II. ernannte ihn am 18. April 1990 zum Bischof von Marabá. Der Erzbischof von São Paulo, Paulo Evaristo Kardinal Arns OFM, spendete ihm am 29. Juni desselben Jahres die Bischofsweihe; Mitkonsekratoren waren Geraldo Verdier, Bischof von Guajará-Mirim, und José Afonso Ribeiro TOR, Prälat von Borba.
Am 11. November 1998 wurde er zum Bischof von São Luíz de Cáceres ernannt. Am 23. Juli 2008 nahm Papst Benedikt XVI. sein altersbedingtes Rücktrittsgesuch an.